# Місто наречених
«Місто наречених» (рос. «Город невест») — радянський художній фільм 1985 року, знятий на кіностудії «Мосфільм».

## Сюжет
В основі фільму конфлікт між директором текстильного комбінату і головним інженером, що розцінює ініціативу директора по автоматизації підприємства як прожектерство. Однак завдяки молодим фахівцям директор домагається реалізації своїх планів, вирішивши і демографічну проблему текстильного містечка, забезпечивши робочими місцями чоловіків.

## У ролях
- Олег Табаков — Геннадій Федорович Реутов, директор текстильного комбінату
- Георгій Жжонов — Андрій Дмитрович Прохоров, головний інженер текстильного комбінату
- Людмила Зайцева — Катерина Сергіївна Одинцова, голова парткому комбінату
- Наталія Бєлохвостікова — Олена Реутова, дружина директора
- Любов Соколова — Клавдія Петрівна
- Ірина Черіченко — Оля, робітниця текстильного комбінату
- Антон Табаков — Котя Реутов, син директора, художник по тканинах
- Тетяна Кравченко — Зоя Карпова, робіниця текстильного комбінату
- Микола Прокопович — Сюмаков, заступник директора
- Григорій Константинопольський — Шакін, молодий фахівець
- Альберт Буров — Ладя Броучек, інженер з Чехословаччини, постачальник
- Іван Рижов — свідок у РАГСі
- Вадим Вільський — виконроб
- Ігор Ясулович — Вітя, інженер
- Тетяна Забродіна — вдова
- Ольга Токарева — секретар Реутова
- Ігор Сихра — далекобійник
- Галина Комарова — дружина п'яниці
- Віктор Маркін — працівник комбінату

## Знімальна група
- Режисер — Леонід Марягін
- Сценарист — Леонід Марягін
- Оператор — Дільшат Фатхулін
- Композитор — Ян Френкель
- Художник — Микола Маркін